# Monumento a Giuseppe Garibaldi (Rovigo)
Il monumento a Giuseppe Garibaldi è un monumento equestre ubicato nel centro storico di Rovigo, nell'omonima piazza dedicata all'Eroe dei due mondi.
Il monumento, inaugurato nel novembre del 1895, si compone della figura equestre, realizzata dallo scultore Ettore Ferrari a partire dal 1893, e dal suo basamento in granito. A questa sua opera viene tradizionalmente attribuita una scelta artistica, legata al suo orientamento politico, che ne mutò la sistemazione prevista, Roma, per la posizione dell'artista nei confronti della Casa Savoia e della nuova monarchia unitaria, impiegando la corona sabauda come staffa su cui poggiano gli stivali dell'eroe dei due mondi.

## Storia

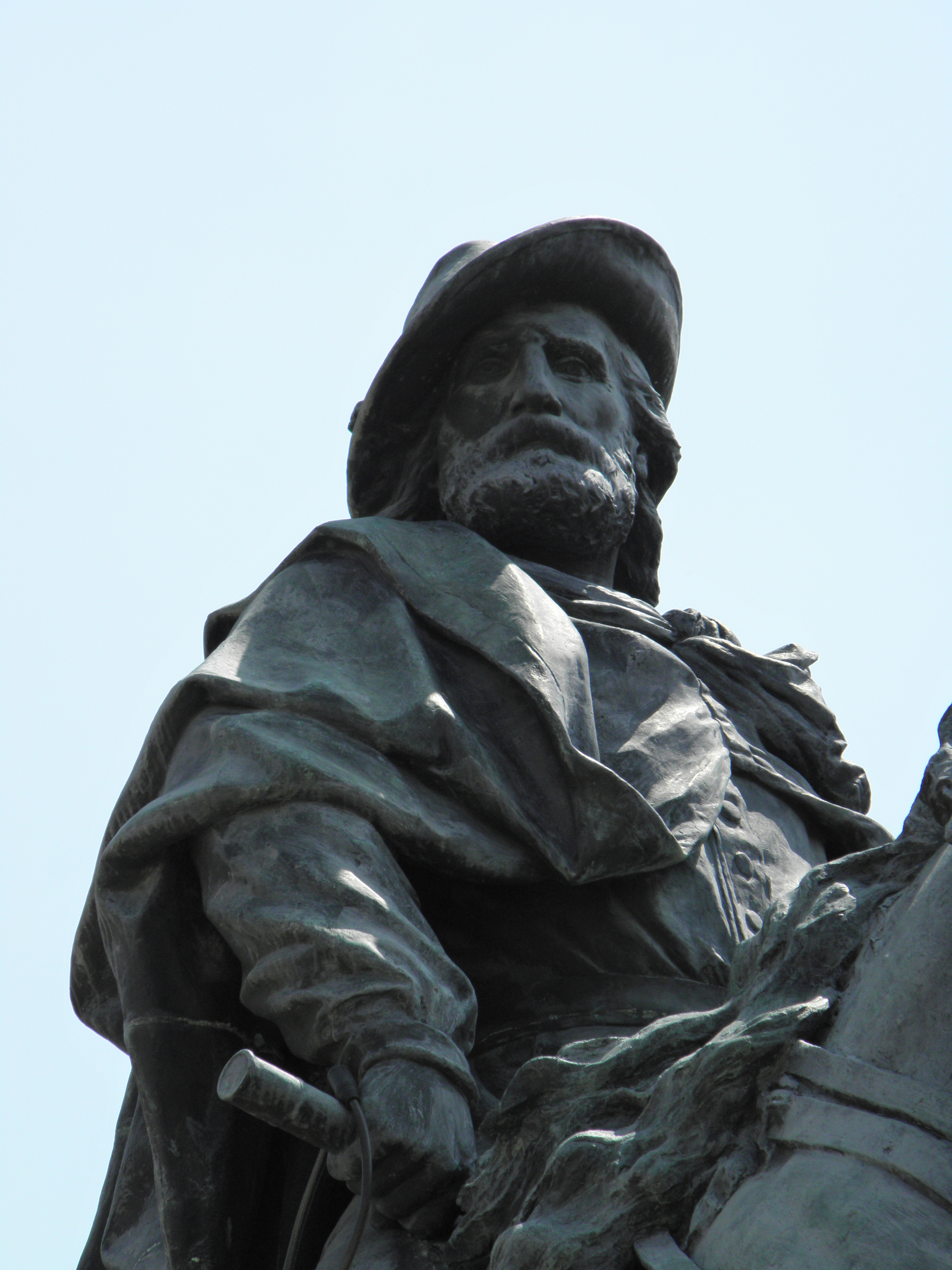
Dettaglio della figura di Garibaldi.

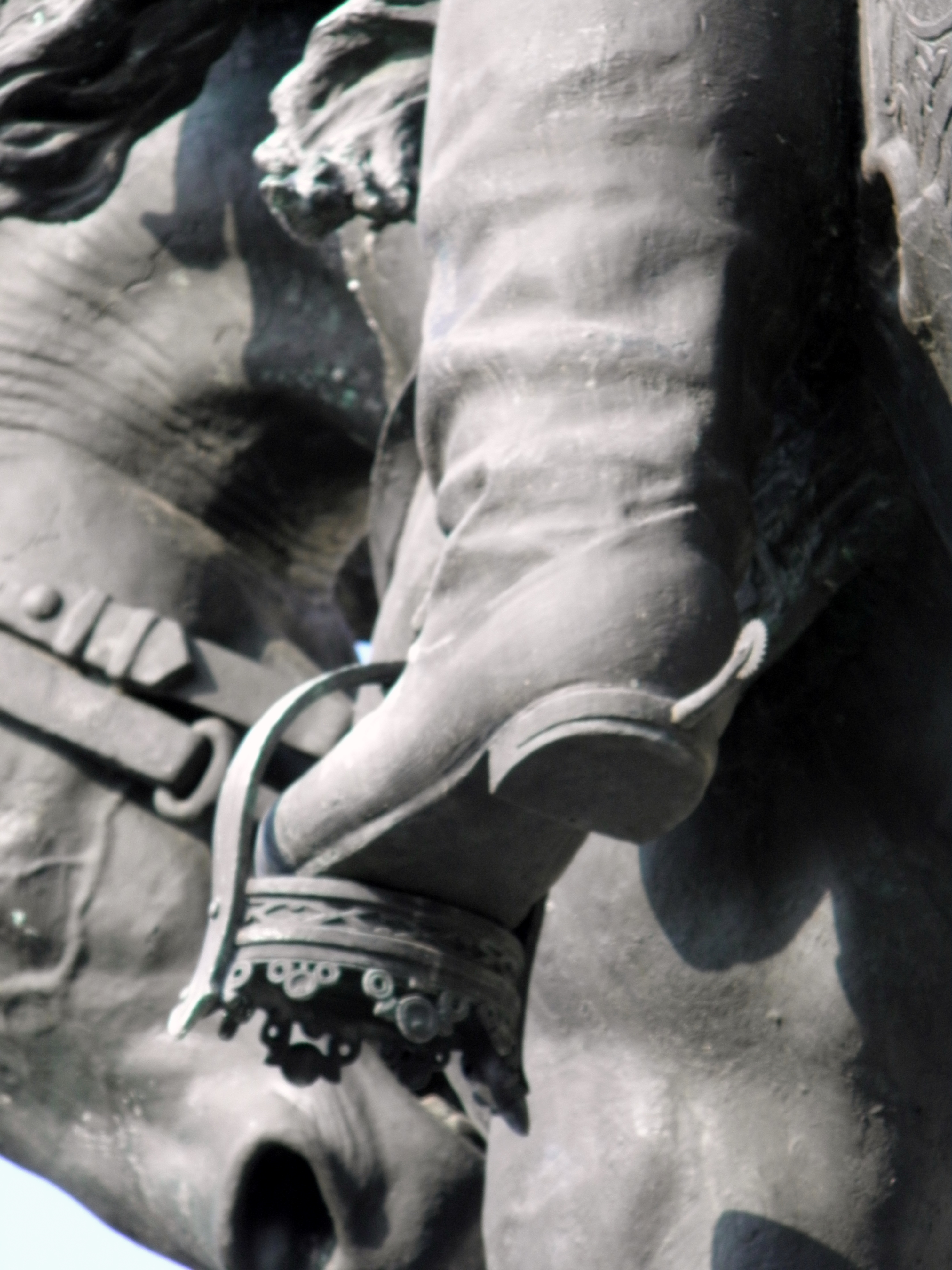
La controversa forma delle staffe su cui poggiano gli stivali che richiamano la corona di Casa Savoia.

Dopo la notizia della morte di Garibaldi, il 3 giugno 1882, l'allora giunta municipale del Regno d'Italia, composta da numerosi assessori ex garibaldini, ritenne necessario un doveroso omaggio della città al condottiero artefice della spedizione dei Mille e dell'unità d'Italia. Per la collocazione venne scelta la piazza del Teatro, che nell'occasione sarebbe stata ribattezzata con il nome dell'eroe.
Al fine di concretizzare tale progetto venne istituito un comitato, affidandolo alla presidenza di Remigio Piva che fu tra i garibaldini protagonisti dell'impresa dei Mille, il quale, aperta una sottoscrizione pubblica per reperire la somma da destinare alla sua creazione, si incaricò di vagliare le numerose proposte pervenute dagli scultori dell'epoca avvalendosi della consulenza del critico d'arte, nonché architetto e accademico, Camillo Boito.
Tra questi spiccò il bozzetto del romano Ettore Ferrari che prevedeva un monumento equestre, con Garibaldi, vestito con un ampio mantello e recante in testa un cappello alla calabrese piumato, nella posa di frenare il suo cavallo tirando a sé le briglie. A completare l'opera il soggetto era collocato sopra un grande basamento in granito, arricchito sui lati di iscrizioni, fregi, cartelle e panoplie di armi e simboli.
Il Ferrari realizzò la statua a partire dal 1893, con una fusione in bronzo, aggiungendo particolari in ottone e i finimenti in puro rame, e fu l'unica tra le sue opere che raffiguravano Garibaldi a cavallo.
L'inaugurazione del monumento avvenne il 15 novembre 1896, alla sua presenza la popolazione e parte della giunta dell'allora sindaco Amos Bernini. L'anno seguente, a memoria dell'evento, venne coniata una medaglia commemorativa, su bozzetto di Ettore Ferrari e Alfredo Sirletti, che riproduceva al diritto la figura equestre vista dalla parte destra e al rovescio l'iscrizione IL POLESINE = AVSPICE ROVIGO = A = GARIBALDI = IL MONVMENTO = ERESSE = - = MDCCCXCVI.
Una curiosità: Ettore Ferrari  si firmò su una delle rocce ai piedi del cavallo apponendo la curiosa data "ab urbe condita" MMDCXLIX, ovvero 2649 dalla fondazione di Roma (che convenzionalmente è fissata al 753 a. C.), cioè 1896. 
A questa sua opera viene tradizionalmente attribuita una scelta artistica, legata al suo orientamento politico, che ne mutò la sistemazione prevista. 
Originariamente destinata ad essere esposta a Roma, venne in seguito esiliata in un centro abitato "minore" in quanto, per la particolare foggia delle staffe su cui poggiano gli stivali che richiamano la corona di Casa Savoia, venne per questo considerata irrispettosa per la giovane monarchia unitaria.